# Ligue des champions de l'UEFA 2018-2019
Navigation
Édition précédente Édition suivante
La Ligue des champions 2018-2019 est la 64e édition de la coupe d'Europe des clubs champions. 79 clubs européens de football y participent.
Elle oppose les meilleurs clubs européens qui se sont illustrés dans leurs championnats respectifs la saison précédente.
Les phases de poules voient les éliminations de l'Inter Milan  et du SSC Napoli dans des groupes très serrés. Le Réal Madrid triple tenant du titre est éliminé en 8es de finale par la surprenante équipe de l'Ajax Amsterdam. Le Paris Saint Germain est éliminé une nouvelle fois éliminé à ce stade de la compétition par Manchester United .
Lors des quarts de finale Tottenham remporte le duel anglais contre Manchester City. Le Fc Barcelone élimine Manchester United. l'Ajax continue son beau parcours en éliminant la Juventus, autre équipe surprise le FC Porto sorti par Liverpool. Dans le dernier carré, Liverpool et Tottenham renverse  dans des situations inespérés le Barça et l'Ajax.
La finale se déroule à l'Estadio Metropolitano de Madrid, en Espagne, le samedi 1er juin 2019, et oppose les deux clubs anglais de Liverpool et Tottenham. Liverpool l'emporte sur le score de 2-0, et décroche ainsi le sixième titre de son histoire.
Cette édition voit l'entrée en vigueur de l'assistance vidéo à l'arbitrage (VAR) à partir des huitièmes de finale.

## Participants
79 équipes provenant de 55 associations membres de l'UEFA participent à la Ligue des champions 2018‑2019.
Un changement de format intervient pour cette édition : le nombre de clubs directement admis en phase principale de groupes (32 équipes) passe de 22 à 26, ce qui profite notamment aux représentants des plus grands championnats dont les clubs les moins bien classés engagés évitent désormais la phase qualificative (barrages).
La phase qualificative n'offre plus que 6 places en phase de groupes au lieu de 10 les saisons précédentes.
La liste d'accès est modifiée dans le cadre de l'évolution des compétitions interclubs de l’UEFA pour le cycle 2018-21.
D'après les coefficients UEFA des pays 2016-2017, une liste d’accès définit d’abord le nombre de clubs qu’une association a droit d’envoyer. La répartition provisoire pour la saison 2018-2019 est la suivante :
- Le tenant du titre de la Ligue des champions de l'UEFA 2017-2018 est qualifié d'office ;
- Le tenant du titre de la Ligue Europa 2017-2018 est qualifié d'office ;
- Les associations aux places 1 à 4 envoient les quatre meilleurs clubs de leur championnat ;
- Les associations aux places 5 à 6 envoient les trois meilleurs clubs de leur championnat ;
- Les associations aux places 7 à 15 envoient les deux meilleurs clubs de leur championnat ;
- Les associations aux places 16 à 55, envoient le meilleur club de leur championnat (excepté le Liechtenstein qui n'a pas de championnat).

Dans un second temps, le rang en championnat détermine le tour d’arrivée.
D'autre part :
- Si le tenant du titre de la Ligue des champions de l'UEFA 2017-2018 est déjà qualifié pour la phase de groupes via son championnat, le champion de la 11e association (République tchèque) se qualifie directement pour la phase de groupes.
- Si le tenant du titre de la Ligue Europa 2017-2018 est déjà qualifié pour la phase de groupes via son championnat, le troisième du championnat de la 5e association (France), se qualifie directement pour la phase de groupes[4].
- Si les tenants du titre de la Ligue des champions et / ou de la Ligue Europa se qualifient pour les tours préliminaires via leur championnat, leur place est libérée et les équipes des associations les mieux classées dans les tours précédents seront promues en conséquence.
- Une association peut avoir un maximum de cinq équipes dans la phase de groupes.

|     | Espagne                      | Allemagne                  | Angleterre                 | Italie                |
| --- | ---------------------------- | -------------------------- | -------------------------- | --------------------- |
| 1er | FC Barcelone (132.000)       | Bayern Munich (135.000)    | Manchester City (100.000)  | Juventus FC (126.000) |
| 2e  | Atlético de Madrid (140.000) | Schalke 04 (62.000)        | Manchester United (82.000) | SSC Naples (78.000)   |
| 3e  | Real Madrid (162.000)        | TSG Hoffenheim (14.285)    | Tottenham Hotspur (67.000) | AS Rome (64.000)      |
| 4e  | Valence CF (36.000)          | Borussia Dortmund (89.000) | Liverpool FC (62.000)      | Inter Milan (16.000)  |

|     | France                        | Russie                    |
| --- | ----------------------------- | ------------------------- |
| 1er | Paris Saint-Germain (109.000) | Lokomotiv Moscou (22.500) |
| 2e  | AS Monaco (57.000)            | CSKA Moscou (45.000)      |
| 3e  | Olympique lyonnais (59.500)   |                           |

|     | Portugal          | Ukraine                   | Belgique             | Turquie                 | République tchèque      |
| --- | ----------------- | ------------------------- | -------------------- | ----------------------- | ----------------------- |
| 1er | FC Porto (86.000) | Chakhtar Donetsk (81.000) | Club Bruges (29.500) | Galatasaray SK (29.500) | Viktoria Plzeň (33.000) |

| Barrages | |
| - Suisse : BSC Young Boys (20.500) | - Pays-Bas : PSV Eindhoven (36.000) |
| Troisième tour de qualification | |
| - Grèce : AEK Athènes (10.000) | - Autriche : Red Bull Salzbourg (55.500) |
| Deuxième tour de qualification | |
| - Croatie : Dinamo Zagreb (17.500) - Roumanie : CFR Cluj (4.090) | - Danemark : FC Midtjylland (11.500) - Biélorussie : BATE Borisov (20.500) |
| Premier tour de qualification | |
| - Pologne : Legia Varsovie (24.500) - Suède : Malmö FF (14.000) - Israël : Hapoël Beer-Sheva (10.000) - Écosse : Celtic FC (31.000) - Chypre : APOEL Nicosie (27.000) - Norvège : Rosenborg BK (9.000) - Azerbaïdjan : Qarabağ FK (20.500) - Bulgarie : Ludogorets Razgrad (37.000) - Serbie : Étoile rouge de Belgrade (10.750) - Kazakhstan : FK Astana (21.750) - Slovénie : NK Olimpija Ljubljana (2.900) - Slovaquie : Spartak Trnava (3.500) - Hongrie : Vidi FC (4.250) - Moldavie : Sheriff Tiraspol (14.750) - Islande : Valur Reykjavik (1.650) - Finlande : HJK Helsinki (8.000) | - Albanie (2e) : FK Kukës (4.250) - Irlande : Cork City FC (1.750) - Bosnie-Herzégovine : Zrinjski Mostar (3.750) - Géorgie : Torpedo Koutaïssi (1.000) - Lettonie : Spartaks Jurmala (1.750) - Macédoine : KF Shkëndija (3.375) - Estonie : Flora Tallinn (1.250) - Monténégro : Sutjeska Nikšić (2.500) - Arménie : Alashkert FC (2.500) - Luxembourg : F91 Dudelange (3.500) - Irlande du Nord : Crusaders FC (3.000) - Lituanie : Sūduva Marijampolė (2.000) - Malte : Valletta FC (3.250) - Pays de Galles : The New Saints (5.000) - Îles Féroé : Víkingur Gøta (3.000) |
| Tour préliminaire | |
| - Gibraltar : Lincoln Red Imps (2.750) - Andorre : FC Santa Coloma (2.750) | - Saint-Marin : SP La Fiorita (1.750) - Kosovo : KF Drita (0.000) |

| Barrages |
| Aucune entrée |
| Troisième tour de qualification |
| - Troisième du championnat - Russie : Spartak Moscou (13.500) - Deuxième du championnat - Portugal : Benfica Lisbonne (80.000) - Ukraine : Dynamo Kiev (62.000) - Belgique : Standard de Liège (12.500) - Turquie : Fenerbahçe SK (23.500) - République tchèque : Slavia Prague (7.500) |
| Deuxième tour de qualification |
| - Deuxième du championnat - Suisse : FC Bâle (71.000) - Pays-Bas : Ajax Amsterdam (53.500) - Grèce : PAOK Salonique (29.500) - Autriche : Sturm Graz (6.570) |

## Calendrier
| Nom                                             | Tirage au sort        | Date aller                                         | Date retour                                         | Équipes participantes |
| ----------------------------------------------- | --------------------- | -------------------------------------------------- | --------------------------------------------------- | --------------------- |
| Phase qualificative (2018)                      |                       |                                                    |                                                     |                       |
| Tour préliminaire                               | 12 juin Nyon          | 26 juin                                            | 29 juin (match décisif)                             | 4                     |
| Premier tour de qualification                   | 19 juin Nyon          | 10 et 11 juillet                                   | 17 et 18 juillet                                    | 32 (1 + 31)           |
| Deuxième tour de qualification                  | 19 juin Nyon          | 24 et 25 juillet                                   | 31 juillet et 1er août                              | 24 (16 + 8)           |
| Troisième tour de qualification                 | 23 juillet Nyon       | 7 et 8 août                                        | 14 août                                             | 20 (12 + 8)           |
| Quatrième tour (barrages)                       | 6 août Nyon           | 21 et 22 août                                      | 28 et 29 août                                       | 12 (10 + 2)           |
| Phase de groupes (2018)                         |                       |                                                    |                                                     |                       |
| Journées 1 et 5 Journées 2 et 6 Journées 3 et 4 | 30 août Monaco        | 18 et 19 septembre 2 et 3 octobre 23 et 24 octobre | 27 et 28 novembre 11 et 12 décembre 6 et 7 novembre | 32 (6 + 26)           |
| Phase à élimination directe (2019)              |                       |                                                    |                                                     |                       |
| Huitièmes de finale                             | 17 décembre 2018 Nyon | 12/13 et 19/20 février                             | 5/6 et 12/13 mars                                   | 16                    |
| Quarts de finale                                | 15 mars Nyon          | 9 et 10 avril                                      | 16 et 17 avril                                      | 8                     |
| Demi-finale                                     | 15 mars Nyon          | 30 avril et 1er mai                                | 7 et 8 mai                                          | 4                     |
| Finale                                          | 15 mars Nyon          | samedi 1er juin à Madrid                           | samedi 1er juin à Madrid                            | 2                     |

## Phase qualificative
Les équipes marquées d'un astérisque sont têtes de série lors du tirage au sort et ne peuvent se rencontrer.

### Tour préliminaire
Le tirage au sort du tour préliminaire a lieu le 12 juin 2018. Il oppose les champions des quatre associations les moins bien classées au classement UEFA à l'issue de la saison 2017-2018, qui sont le Kosovo, Saint-Marin, l'Andorre et Gibraltar. Ce tour prend la forme d'un mini-tournoi à élimination directe sur une seule manche. Les deux vainqueurs des deux premiers matchs s'affrontent ensuite lors d'un match décisif dont le gagnant se qualifie pour le premier tour de qualification. Les trois équipes perdantes sont quant à elle repêchées lors du deuxième tour de qualification de la Ligue Europa.
Les matchs ont lieu le 26 juin et le 29 juin. L'intégralité de ce tour est disputée au Victoria Stadium de Gibraltar.
| Têtes de série   | Têtes de série | -             | -     |
| ---------------- | -------------- | ------------- | ----- |
| FC Santa Coloma  | 2.750          | SP La Fiorita | 1.750 |
| Lincoln Red Imps | 2.750          | KF Drita      | 0.000 |

|  | 1/2                            | 1/2                            | 1/2                            | 1/2                            |                  |                  | 1                              | 1                              | 1                              | 1                              |
|  |                                |                                |                                |                                |                  |                  |                                |                                |                                |                                |
|  | 26 juin 2018, Victoria Stadium | 26 juin 2018, Victoria Stadium | 26 juin 2018, Victoria Stadium | 26 juin 2018, Victoria Stadium |                  |                  | 29 juin 2018, Victoria Stadium | 29 juin 2018, Victoria Stadium | 29 juin 2018, Victoria Stadium | 29 juin 2018, Victoria Stadium |
|  | SP La Fiorita                  | SP La Fiorita                  | 0                              | 0                              |                  |                  | 29 juin 2018, Victoria Stadium | 29 juin 2018, Victoria Stadium | 29 juin 2018, Victoria Stadium | 29 juin 2018, Victoria Stadium |
|  | SP La Fiorita                  | SP La Fiorita                  | 0                              | 0                              |                  |                  | 29 juin 2018, Victoria Stadium | 29 juin 2018, Victoria Stadium | 29 juin 2018, Victoria Stadium | 29 juin 2018, Victoria Stadium |
|  | Lincoln Red Imps*              | Lincoln Red Imps*              | 2                              | 2                              |                  |                  | 29 juin 2018, Victoria Stadium | 29 juin 2018, Victoria Stadium | 29 juin 2018, Victoria Stadium | 29 juin 2018, Victoria Stadium |
|  | Lincoln Red Imps*              | Lincoln Red Imps*              | 2                              | 2                              | Lincoln Red Imps | Lincoln Red Imps | 1                              | 1                              |                                |                                |
|  | 26 juin 2018, Victoria Stadium |                                |                                |                                | Lincoln Red Imps | Lincoln Red Imps | 1                              | 1                              |                                |                                |
|  |                                |                                | KF Drita                       | KF Drita                       | 4 ap             | 4 ap             |                                |                                |                                |                                |
|  | FC Santa Coloma*               | FC Santa Coloma*               | KF Drita                       | KF Drita                       | 4 ap             | 4 ap             | 0                              | 0                              |                                |                                |
|  | FC Santa Coloma*               | FC Santa Coloma*               |                                |                                |                  |                  |                                | 0                              |                                |                                |
|  | KF Drita                       | KF Drita                       | 2 ap                           | 2 ap                           |                  |                  |                                |                                |                                |                                |
|  | KF Drita                       | KF Drita                       | 2 ap                           | 2 ap                           |                  |                  |                                |                                |                                |                                |

### Premier tour de qualification
Le tirage au sort du premier tour de qualification a lieu le 19 juin 2018. Il concerne les champions des associations classées entre la 20e et la 51e place au classement UEFA (Liechtenstein exclus), auxquels s'ajoute le vainqueur du tour préliminaire, pour un total de trente-deux équipes. Les vainqueurs de ce tour se qualifient pour le deuxième tour de qualification tandis que les perdants sont reversés au deuxième tour de qualification de la Ligue Europa.
Les matchs aller ont lieu les 10 et 11 juillet tandis que les matchs retour prennent place les 17 et 18 juillet.
| Groupe 1                 | Groupe 1       | Groupe 1              | Groupe 1 | Groupe 2           | Groupe 2       | Groupe 2        | Groupe 2 |
| Têtes de série           | Têtes de série | -                     | -        | Têtes de série     | Têtes de série | -               | -        |
| ------------------------ | -------------- | --------------------- | -------- | ------------------ | -------------- | --------------- | -------- |
| APOEL Nicosie            | 27.000         | KF Shkëndija          | 3.375    | Ludogorets Razgrad | 37.000         | Víkingur Gøta   | 3.000    |
| Qarabağ FK               | 20.500         | F91 Dudelange         | 3.500    | Legia Varsovie     | 24.500         | Crusaders FC    | 3.000    |
| Sheriff Tiraspol         | 14.750         | NK Olimpija Ljubljana | 2.900    | Malmö FF           | 14.000         | KF Drita†       | 2.750    |
| The New Saints           | 5.000          | Sūduva Marijampolė    | 2.000    | Rosenborg BK       | 9.000          | Cork City       | 1.750    |
| Vidi FC                  | 4.250          | Torpedo Koutaïssi     | 1.000    | HJK Helsinki       | 8.000          | Valur Reykjavik | 1.650    |
| Groupe 3                 |                |                       |          |                    |                |                 |          |
| Têtes de série           | Têtes de série | -                     | -        |                    |                |                 |          |
| Celtic Glasgow           | 31.000         | Spartak Trnava        | 3.500    |                    |                |                 |          |
| FK Astana                | 21.750         | Valletta FC           | 3.250    |                    |                |                 |          |
| Étoile rouge de Belgrade | 10.750         | Alashkert FC          | 2.500    |                    |                |                 |          |
| Hapoel Beer-Sheva        | 10.000         | FK Sutjeska Nikšić    | 2.500    |                    |                |                 |          |
| FK Kukësi                | 4.250          | Spartaks Jurmala      | 1.750    |                    |                |                 |          |
| Zrinjski Mostar          | 3.750          | Flora Tallinn         | 1.250    |                    |                |                 |          |

† : Équipe vainqueur du tour préliminaire dont l'identité n'est pas connue au moment du tirage au sort. Le coefficient utilisé lors de ce tirage est donc le plus élevé du tour préliminaire. Les équipes en italique ont éliminé une équipe avec un coefficient plus important au tour précédent et bénéficient de son coefficient UEFA au moment du tirage. 
| Équipe                | Aller | Total | Retour | Équipe                    |
| --------------------- | ----- | ----- | ------ | ------------------------- |
| Torpedo Koutaïssi     | 2 - 1 | 2 - 4 | 0 - 3  | Sheriff Tiraspol*         |
| KF Shkëndija          | 5 - 0 | 5 - 4 | 0 - 4  | The New Saints*           |
| Sūduva Marijampolė    | 3 - 1 | 3 - 2 | 0 - 1  | APOEL Nicosie*            |
| NK Olimpija Ljubljana | 0 - 1 | 0 - 1 | 0 - 0  | Qarabağ FK*               |
| F91 Dudelange         | 1 - 1 | 2 - 3 | 1 - 2  | Vidi FC*                  |
| KF Drita              | 0 - 3 | 0 - 5 | 0 - 2  | Malmö FF*                 |
| Víkingur Gøta         | 1 - 2 | 2 - 5 | 1 - 3  | HJK Helsinki*             |
| *Ludogorets Razgrad   | 7 - 0 | 9 - 0 | 2 - 0  | Crusaders FC              |
| Cork City             | 0 - 1 | 0 - 4 | 0 - 3  | Legia Varsovie*           |
| Valur Reykjavik       | 1 - 0 | 2 - 3 | 1 - 3  | Rosenborg BK*             |
| *FK Kukësi            | 0 - 0 | 1 - 1 | E1 - 1 | Valletta FC               |
| Flora Tallinn         | 1 - 4 | 2 - 7 | 1 - 3  | Hapoel Beer-Sheva*        |
| Spartaks Jurmala      | 0 - 0 | 0 - 2 | 0 - 2  | Étoile rouge de Belgrade* |
| Alashkert FC          | 0 - 3 | 0 - 6 | 0 - 3  | Celtic Glasgow*           |
| Spartak Trnava        | 1 - 0 | 2 - 1 | 1 - 1  | Zrinjski Mostar*          |
| *FK Astana            | 1 - 0 | 3 - 0 | 2 - 0  | FK Sutjeska Nikšić        |

### Deuxième tour de qualification
Le tirage au sort du deuxième tour de qualification a lieu le 19 juin 2018, juste après le tirage du premier tour. La phase qualificative se divise alors en deux voies distinctes : la voie des Champions et la voie de la Ligue. Comme son nom l'indique, les participants à la première voie sont les champions des associations classées entre la 16e et la 19e place au classement UEFA auxquels s'ajoutent les seize équipes vainqueurs du premier tour de qualification. Quant à la voie de la Ligue, elle se compose des quatre vice-champions des associations classées entre la 12e et la 15e place au classement UEFA, pour un total respectif de vingt et quatre équipes. Les vainqueurs de ce tour se qualifient pour le troisième tour de qualification tandis que les perdants sont reversés au troisième tour de qualification de la Ligue Europa.
Les matchs aller ont lieu les 24 et 25 juillet tandis que les matchs retour prennent place le 31 juillet et le 1er août.
| Voie des Champions  | Voie des Champions | Voie des Champions        | Voie des Champions |
| Groupe 1            | Groupe 1           | Groupe 1                  | Groupe 1           |
| Têtes de série      | Têtes de série     | -                         | -                  |
| ------------------- | ------------------ | ------------------------- | ------------------ |
| Ludogorets Razgrad† | 37.000             | Hapoel Beer-Sheva†        | 10.000             |
| Malmö FF†           | 14.000             | Vidi FC†                  | 4.250              |
| Dinamo Zagreb       | 17.500             | FC Midtjylland            | 11.500             |
| Qarabağ FK†         | 20.500             | CFR Cluj                  | 4.090              |
| FK Astana†          | 21.750             | FK Kukësi†                | 4.250              |
| Groupe 2            |                    |                           |                    |
| Têtes de série      | Têtes de série     | -                         | -                  |
| Sūduva Marijampolė† | 27.000             | Spartak Trnava†           | 3.750              |
| Sheriff Tiraspol†   | 14.750             | HJK Helsinki†             | 8.000              |
| BATE Borisov        | 20.500             | KF Shkëndija†             | 5.000              |
| Legia Varsovie†     | 24.500             | Étoile rouge de Belgrade† | 10.750             |
| Celtic Glasgow†     | 31.000             | Rosenborg BK†             | 9.000              |
| Voie de la Ligue    |                    |                           |                    |
| Têtes de série      | Têtes de série     | -                         | -                  |
| FC Bâle             | 71.000             | PAOK Salonique            | 29.500             |
| Ajax Amsterdam      | 53.500             | Sturm Graz                | 6.570              |

† : Équipes du premier tour de qualification dont l'identité est utilisée au moment du tirage au sort. Ces équipes ne sont donc pas qualifiées pour le deuxième tour au moment du tirage et peuvent se faire éliminer. Les équipes en italique ont éliminé une équipe avec un coefficient plus important au tour précédent et bénéficient de son coefficient UEFA au moment du tirage.
| Équipe                   | Aller              | Total              | Retour             | Équipe              |
| Voie des Champions       | Voie des Champions | Voie des Champions | Voie des Champions | Voie des Champions  |
| ------------------------ | ------------------ | ------------------ | ------------------ | ------------------- |
| *FK Astana               | 2 - 1              | 2 - 1              | 0 - 0              | FC Midtjylland      |
| *Ludogorets Razgrad      | 0 - 0              | 0 - 1              | 0 - 1              | Vidi FC             |
| FK Kukësi                | 0 - 0              | 0 - 3              | 0 - 3              | Qarabağ FK*         |
| CFR Cluj                 | 0 - 1              | 1 - 2              | 1 - 1              | Malmö FF*           |
| *Dinamo Zagreb           | 5 - 0              | 7 - 2              | 2 - 2              | Hapoel Beer-Sheva   |
| Étoile rouge de Belgrade | 3 - 0              | 5 - 0              | 2 - 0              | Sūduva Marijampolė* |
| *BATE Borisov            | 0 - 0              | 2 - 1              | 2 - 1              | HJK Helsinki        |
| KF Shkëndija             | 1 - 0              | 1 - 0              | 0 - 0              | Sheriff Tiraspol*   |
| *Legia Varsovie          | 0 - 2              | 1 - 2              | 1 - 0              | Spartak Trnava      |
| *Celtic Glasgow          | 3 - 1              | 3 - 1              | 0 - 0              | Rosenborg BK        |
| Voie de la Ligue         |                    |                    |                    |                     |
| PAOK Salonique           | 2 - 1              | 5 - 1              | 3 - 0              | FC Bâle*            |
| *Ajax Amsterdam          | 2 - 0              | 5 - 1              | 3 - 1              | Sturm Graz          |

### Troisième tour de qualification
Le tirage au sort du troisième tour de qualification a lieu le 23 juillet 2018. Ce tour voit l'entrée en lice, pour la voie des Champions, des champions grec et autrichien, dont les associations sont classées respectivement à la 14e et à la 15e place au classement UEFA, auxquels s'ajoutent les dix vainqueurs de la voie des Champions du deuxième tour. La voie de la Ligue voit l'entrée des vice-champions des associations classées entre la 7e et la 11e place au classement UEFA ainsi que du troisième de l'association russe, classée sixième, auxquels s'ajoutent les deux vainqueurs de la voie de la Ligue du deuxième tour, pour un total respectif de douze et huit équipes. Les vainqueurs de ce tour se qualifient pour les barrages. Dans le même temps, les perdants de la voie des Champions sont reversés en barrages de la Ligue Europa tandis que les perdants de la voie de la Ligue sont directement admis en phase de groupes de cette même compétition.
Les matchs aller ont lieu les 7 et 8 août, les matchs retour le 14 août.
| Voie des Champions | Voie des Champions | Voie des Champions        | Voie des Champions |
| Têtes de série     | Têtes de série     | -                         | -                  |
| ------------------ | ------------------ | ------------------------- | ------------------ |
| Red Bull Salzbourg | 55.500             | BATE Borisov†             | 20.500             |
| Vidi FC†           | 37.000             | Dinamo Zagreb†            | 17.500             |
| Celtic Glasgow†    | 31.000             | KF Shkëndija†             | 14.750             |
| Spartak Trnava†    | 24.500             | Malmö FF†                 | 14.000             |
| FK Astana†         | 21.750             | Étoile rouge de Belgrade† | 10.750             |
| Qarabağ FK†        | 20.500             | AEK Athènes               | 10.000             |
| Voie de la Ligue   |                    |                           |                    |
| Têtes de série     | Têtes de série     | -                         | -                  |
| Benfica Lisbonne   | 80.000             | Fenerbahçe SK             | 23.000             |
| PAOK Salonique†    | 71.000             | Spartak Moscou            | 13.500             |
| Dynamo Kiev        | 62.000             | Standard de Liège         | 12.500             |
| Ajax Amsterdam†    | 53.500             | Slavia Prague             | 7.500              |

† : Équipes du deuxième tour de qualification dont l'identité est utilisée au moment du tirage au sort. Ces équipes ne sont donc pas qualifiées pour le troisième tour au moment du tirage et peuvent se faire éliminer. Les équipes en italique ont éliminé une équipe avec un coefficient plus important au tour précédent et bénéficient de son coefficient UEFA au moment du tirage.
| Équipe                   | Aller              | Total              | Retour             | Équipe             |
| Voie des Champions       | Voie des Champions | Voie des Champions | Voie des Champions | Voie des Champions |
| ------------------------ | ------------------ | ------------------ | ------------------ | ------------------ |
| *Celtic Glasgow          | 1 - 1              | 2 - 3              | 1 - 2              | AEK Athènes        |
| *Red Bull Salzbourg      | 3 - 0              | 4 - 0              | 1 - 0              | KF Shkëndija       |
| Étoile rouge de Belgrade | 1 - 1              | 3 - 2              | 2 - 1 ap           | Spartak Trnava*    |
| *Qarabağ FK              | 0 - 1              | 1 - 2              | 1 - 1              | BATE Borisov       |
| *FK Astana               | 0 - 2              | 0 - 3              | 0 - 1              | Dinamo Zagreb      |
| Malmö FF                 | 1 - 1E             | 1 - 1              | 0 - 0              | Vidi FC*           |
| Voie de la Ligue         |                    |                    |                    |                    |
| Standard de Liège        | 2 - 2              | 2 - 5              | 0 - 3              | Ajax Amsterdam*    |
| *Benfica Lisbonne        | 1 - 0              | 2 - 1              | 1 - 1              | Fenerbahçe SK      |
| Slavia Prague            | 1 - 1              | 1 - 3              | 0 - 2              | Dynamo Kiev*       |
| *PAOK Salonique          | 3 - 2              | 3 - 2              | 0 - 0              | Spartak Moscou     |

### Quatrième tour (barrages)
Le tirage au sort des barrages a lieu le 6 août 2018. Ce tour voit l'entrée en lice, pour la voie des Champions, des champions néerlandais et suisse, dont les associations sont classées respectivement à la 12e et à la 13e place au classement UEFA, auxquels s'ajoutent les six vainqueurs de la voie des Champions du troisième tour. La voie de la Ligue ne voit quant à elle aucune entrée et oppose les quatre vainqueurs de la voie de la Ligue du tour précédent, pour un total respectif de huit et quatre équipes. Les six vainqueurs de ce tour se qualifient pour la phase de groupes de la Ligue des champions tandis que les perdants sont reversés en phase de groupes de la Ligue Europa.
Les matchs aller ont lieu les 21 et 22 août, les matchs sont joués les 28 et 29 août.
| Voie des Champions  | Voie des Champions | Voie des Champions        | Voie des Champions |
| Têtes de série      | Têtes de série     | -                         | -                  |
| ------------------- | ------------------ | ------------------------- | ------------------ |
| Red Bull Salzbourg† | 55.500             | BSC Young Boys            | 20.500             |
| PSV Eindhoven       | 36.000             | BATE Borisov†             | 20.500             |
| AEK Athènes†        | 31.000             | Vidi FC†                  | 14.000             |
| Dinamo Zagreb†      | 21.750             | Étoile rouge de Belgrade† | 10.750             |
| Voie de la Ligue    |                    |                           |                    |
| Têtes de série      | Têtes de série     | -                         | -                  |
| Benfica Lisbonne†   | 80.000             | Ajax Amsterdam†           | 53.500             |
| Dynamo Kiev†        | 62.000             | PAOK Salonique†           | 29.500             |

† : Équipes du troisième tour de qualification dont l'identité est utilisée au moment du tirage au sort. Ces équipes ne sont donc pas qualifiées pour les barrages au moment du tirage et peuvent se faire éliminer. Les équipes en italique ont éliminé une équipe avec un coefficient plus important au tour précédent et bénéficient de son coefficient UEFA au moment du tirage.
| Équipe                   | Aller              | Total              | Retour             | Équipe             |
| Voie des Champions       | Voie des Champions | Voie des Champions | Voie des Champions | Voie des Champions |
| ------------------------ | ------------------ | ------------------ | ------------------ | ------------------ |
| Étoile rouge de Belgrade | 0 - 0              | 2 - 2              | E 2 - 2            | Red Bull Salzbourg |
| BATE Borisov             | 2 - 3              | 2 - 6              | 0 - 3              | PSV Eindhoven      |
| BSC Young Boys           | 1 - 1              | 3 - 2              | 2 - 1              | Dinamo Zagreb      |
| Vidi FC                  | 1 - 2              | 2 - 3              | 1 - 1              | AEK Athènes        |
| Voie de la Ligue         |                    |                    |                    |                    |
| Benfica Lisbonne         | 1 - 1              | 5 - 2              | 4 - 1              | PAOK Salonique     |
| Ajax Amsterdam           | 3 - 1              | 3 - 1              | 0 - 0              | Dynamo Kiev        |

## Phase de groupes
Atlético de Madrid
Real Madrid
Manchester City
Manchester United
CSKA Moscou
Lokomotiv Moscou

### Format et tirage au sort
Le tirage au sort de la phase de groupes a eu lieu le 30 août 2018 au Forum Grimaldi de Monaco. Les trente-deux équipes participantes sont divisées en quatre chapeaux de huit équipes, sur la base des règles suivantes :
- le chapeau 1 contient le tenant du titre, le vainqueur de la Ligue Europa 2017-2018 (une première dans la compétition) et les champions des six meilleures associations sur la base de leur coefficient UEFA en 2017[11],[12].
- les chapeaux 2, 3 et 4 contiennent les équipes restantes, réparties en fonction de leur coefficient UEFA en 2018.

Les 32 équipes sont réparties en huit groupes de quatre équipes, avec comme restriction l'impossibilité pour deux équipes d'une même association de se rencontrer dans un groupe, ainsi que l'impossibilité pour les équipes russes et ukrainiennes d'être tirées dans un même groupe en raison de la guerre russo-ukrainienne.
| Chapeau 1              | Chapeau 1 | Chapeau 2           | Chapeau 2 | Chapeau 3          | Chapeau 3 | Chapeau 4                   | Chapeau 4 |
| ---------------------- | --------- | ------------------- | --------- | ------------------ | --------- | --------------------------- | --------- |
| Real Madrid T          | 162,000   | Borussia Dortmund   | 89,000    | Liverpool FC       | 62,000    | Viktoria Plzeň Ch           | 33,000    |
| Atlético de Madrid C3  | 140,000   | FC Porto Ch         | 86,000    | Schalke 04         | 62,000    | Club Bruges Ch              | 29,500    |
| FC Barcelone Ch        | 132,000   | Manchester United   | 82,000    | Olympique lyonnais | 59,500    | Galatasaray SK Ch           | 29,500    |
| Bayern Munich Ch       | 135,000   | Chakhtar Donetsk Ch | 81,000    | AS Monaco          | 57,000    | BSC Young BoysCh            | 20,500    |
| Juventus FC Ch         | 126,000   | Benfica Lisbonne    | 80,000    | Ajax Amsterdam     | 53,500    | Inter Milan                 | 16,000    |
| Paris Saint-Germain Ch | 109,000   | SSC Naples          | 78,000    | CSKA Moscou        | 45,000    | TSG Hoffenheim              | 14,285    |
| Manchester City Ch     | 100,000   | Tottenham Hotspur   | 67,000    | PSV Eindhoven Ch   | 36,000    | Étoile rouge de Belgrade Ch | 10,750    |
| Lokomotiv Moscou Ch    | 22,500    | AS Rome             | 64,000    | Valence CF         | 36,000    | AEK Athènes Ch              | 10,000    |

T : Tenant du titre

Ch : Champion national

C3 : Vainqueur de la Ligue Europa
- Futur qualifié pour les huitièmes de finale
- Futur repêché en seizièmes de finale de la Ligue Europa

### Matchs et classements
Les jours de match sont fixés les 18 et 19 septembre, les 2 et 3 octobre, les 23 et 24 octobre, les 6 et 7 novembre, les 27 et 28 novembre et les 11 et 12 décembre 2018.

#### Critères de départage
Selon l'article 17.01 du règlement de la compétition, en cas d’égalité de points de plusieurs équipes à la fin de la dernière journée, les critères suivants sont appliqués dans l'ordre indiqué pour établir leur
classement :
1. plus grand nombre de points obtenus dans les matches de groupe disputés entre les équipes concernées ;
2. meilleure différence de buts dans les matches du groupe disputés entre les équipes concernées;
3. plus grand nombre de buts marqués dans les matches du groupe disputés entre les équipes concernées;
4. plus grand nombre de buts marqués à l’extérieur dans les matches du groupe disputés entre les équipes concernées;
5. si, après l’application des critères 1 à 4, plusieurs équipes sont toujours à égalité, les critères 1 à 4 sont à nouveau appliqués exclusivement aux matches entre les équipes concernées afin de déterminer leur classement final. Si cette procédure ne donne pas de résultat, les critères 6 à 12 s’appliquent;
6. meilleure différence de buts dans tous les matches du groupe;
7. plus grand nombre de buts marqués dans tous les matches du groupe;
8. plus grand nombre de buts marqués à l’extérieur dans tous les matches du groupe;
9. plus grand nombre de victoires dans tous les matches du groupe;
10. plus grand nombre de victoires à l'extérieur dans tous les matches du groupe;
11. total le plus faible de points disciplinaires sur la base uniquement des cartons jaunes et des cartons rouges reçus durant tous les matches du groupe (carton rouge = 3 points, carton jaune = 1 point, expulsion pour deux cartons jaunes au cours d'un match = 3 points);
12. meilleur coefficient de club.

Légende des classements
- Qualifié pour les huitièmes de finale
- Repêché en seizièmes de finale de la Ligue Europa

Légende des résultats
- Victoire à domicile
- Match nul
- Victoire à l'extérieur

#### Groupe A
| Rang | Équipe             | Pts | J | G | N | P | Bp | Bc | Diff |  | Résultats (▼ dom., ► ext.) |     |     |     |     |
| ---- | ------------------ | --- | - | - | - | - | -- | -- | ---- |  | -------------------------- | --- | --- | --- | --- |
| 1    | Borussia Dortmund  | 13  | 6 | 4 | 1 | 1 | 10 | 2  | +8   |  | Borussia Dortmund          |     | 4-0 | 0-0 | 3-0 |
| 2    | Atlético de Madrid | 13  | 6 | 4 | 1 | 1 | 9  | 6  | +3   |  | Atlético de Madrid         | 2-0 |     | 3-1 | 2-0 |
| 3    | Club Bruges        | 6   | 6 | 1 | 3 | 2 | 6  | 5  | +1   |  | Club Bruges                | 0-1 | 0-0 |     | 1-1 |
| 4    | AS Monaco          | 1   | 6 | 0 | 1 | 5 | 2  | 14 | -12  |  | AS Monaco                  | 0-2 | 1-2 | 0-4 |     |

« Fiche de Ligue des champions de l'UEFA 2018-2019 », sur UEFA.com

#### Groupe B
| Rang | Équipe            | Pts | J | G | N | P | Bp | Bc | Diff |  | Résultats (▼ dom., ► ext.) |     |     |     |     |
| ---- | ----------------- | --- | - | - | - | - | -- | -- | ---- |  | -------------------------- | --- | --- | --- | --- |
| 1    | FC Barcelone      | 14  | 6 | 4 | 2 | 0 | 14 | 5  | +9   |  | FC Barcelone               |     | 1-1 | 2-0 | 4-0 |
| 2    | Tottenham Hotspur | 8   | 6 | 2 | 2 | 2 | 9  | 10 | -1   |  | Tottenham Hotspur          | 2-4 |     | 1-0 | 2-1 |
| 3    | Inter Milan       | 8   | 6 | 2 | 2 | 2 | 6  | 7  | -1   |  | Inter Milan                | 1-1 | 2-1 |     | 1-1 |
| 4    | PSV Eindhoven     | 2   | 6 | 0 | 2 | 4 | 6  | 13 | -7   |  | PSV Eindhoven              | 1-2 | 2-2 | 1-2 |     |

#### Groupe C
| Rang | Équipe                   | Pts | J | G | N | P | Bp | Bc | Diff |  | Résultats (▼ dom., ► ext.) |     |     |     |     |
| ---- | ------------------------ | --- | - | - | - | - | -- | -- | ---- |  | -------------------------- | --- | --- | --- | --- |
| 1    | Paris Saint-Germain      | 11  | 6 | 3 | 2 | 1 | 17 | 9  | +8   |  | Paris Saint-Germain        |     | 2-1 | 2-2 | 6-1 |
| 2    | Liverpool FC             | 9   | 6 | 3 | 0 | 3 | 9  | 7  | +2   |  | Liverpool FC               | 3-2 |     | 1-0 | 4-0 |
| 3    | SSC Naples               | 9   | 6 | 2 | 3 | 1 | 7  | 5  | +2   |  | SSC Naples                 | 1-1 | 1-0 |     | 3-1 |
| 4    | Étoile rouge de Belgrade | 4   | 6 | 1 | 1 | 4 | 5  | 17 | -12  |  | Étoile rouge de Belgrade   | 1-4 | 2-0 | 0-0 |     |

#### Groupe D
| Rang | Équipe           | Pts | J | G | N | P | Bp | Bc | Diff |  | Résultats (▼ dom., ► ext.) |     |     |     |     |
| ---- | ---------------- | --- | - | - | - | - | -- | -- | ---- |  | -------------------------- | --- | --- | --- | --- |
| 1    | FC Porto         | 16  | 6 | 5 | 1 | 0 | 15 | 6  | +9   |  | FC Porto                   |     | 3-1 | 1-0 | 4-1 |
| 2    | Schalke 04       | 11  | 6 | 3 | 2 | 1 | 6  | 4  | +2   |  | Schalke 04                 | 1-1 |     | 2-0 | 1-0 |
| 3    | Galatasaray      | 4   | 6 | 1 | 1 | 4 | 5  | 8  | -3   |  | Galatasaray                | 2-3 | 0-0 |     | 3-0 |
| 4    | Lokomotiv Moscou | 3   | 6 | 1 | 0 | 5 | 4  | 12 | -8   |  | Lokomotiv Moscou           | 1-3 | 0-1 | 2-0 |     |

#### Groupe E
| Rang | Équipe           | Pts | J | G | N | P | Bp | Bc | Diff |  | Résultats (▼ dom., ► ext.) |     |     |     |     |
| ---- | ---------------- | --- | - | - | - | - | -- | -- | ---- |  | -------------------------- | --- | --- | --- | --- |
| 1    | Bayern Munich    | 14  | 6 | 4 | 2 | 0 | 15 | 5  | +10  |  | Bayern Munich              |     | 1-1 | 5-1 | 2-0 |
| 2    | Ajax Amsterdam   | 12  | 6 | 3 | 3 | 0 | 11 | 5  | +6   |  | Ajax Amsterdam             | 3-3 |     | 1-0 | 3-0 |
| 3    | Benfica Lisbonne | 7   | 6 | 2 | 1 | 3 | 6  | 11 | -5   |  | Benfica Lisbonne           | 0-2 | 1-1 |     | 1-0 |
| 4    | AEK Athènes      | 0   | 6 | 0 | 0 | 6 | 2  | 13 | -11  |  | AEK Athènes                | 0-2 | 0-2 | 2-3 |     |

#### Groupe F
| Rang | Équipe             | Pts | J | G | N | P | Bp | Bc | Diff |  | Résultats (▼ dom., ► ext.) |     |     |     |     |
| ---- | ------------------ | --- | - | - | - | - | -- | -- | ---- |  | -------------------------- | --- | --- | --- | --- |
| 1    | Manchester City    | 13  | 6 | 4 | 1 | 1 | 16 | 6  | +10  |  | Manchester City            |     | 1-2 | 6-0 | 2-1 |
| 2    | Olympique lyonnais | 8   | 6 | 1 | 5 | 0 | 12 | 11 | +1   |  | Olympique lyonnais         | 2-2 |     | 2-2 | 2-2 |
| 3    | Chakhtar Donetsk   | 6   | 6 | 1 | 3 | 2 | 8  | 16 | -8   |  | Chakhtar Donetsk           | 0-3 | 1-1 |     | 2-2 |
| 4    | TSG Hoffenheim     | 3   | 6 | 0 | 3 | 3 | 11 | 14 | -3   |  | TSG Hoffenheim             | 1-2 | 3-3 | 2-3 |     |

#### Groupe G
| Rang | Équipe         | Pts | J | G | N | P | Bp | Bc | Diff |  | Résultats (▼ dom., ► ext.) |     |     |     |     |
| ---- | -------------- | --- | - | - | - | - | -- | -- | ---- |  | -------------------------- | --- | --- | --- | --- |
| 1    | Real Madrid    | 12  | 6 | 4 | 0 | 2 | 12 | 5  | +7   |  | Real Madrid                |     | 3-0 | 2-1 | 0-3 |
| 2    | AS Rome        | 9   | 6 | 3 | 0 | 3 | 11 | 8  | +3   |  | AS Rome                    | 0-2 |     | 5-0 | 3-0 |
| 3    | Viktoria Plzeň | 7   | 6 | 2 | 1 | 3 | 7  | 16 | -9   |  | Viktoria Plzeň             | 0-5 | 2-1 |     | 2-2 |
| 4    | CSKA Moscou    | 7   | 6 | 2 | 1 | 3 | 8  | 9  | -1   |  | CSKA Moscou                | 1-0 | 1-2 | 1-2 |     |

#### Groupe H
| Rang | Équipe            | Pts | J | G | N | P | Bp | Bc | Diff |  | Résultats (▼ dom., ► ext.) |     |     |     |     |
| ---- | ----------------- | --- | - | - | - | - | -- | -- | ---- |  | -------------------------- | --- | --- | --- | --- |
| 1    | Juventus FC       | 12  | 6 | 4 | 0 | 2 | 9  | 4  | +5   |  | Juventus FC                |     | 1-2 | 1-0 | 3-0 |
| 2    | Manchester United | 10  | 6 | 3 | 1 | 2 | 7  | 4  | +3   |  | Manchester United          | 0-1 |     | 0-0 | 1-0 |
| 3    | Valence CF        | 8   | 6 | 2 | 2 | 2 | 6  | 6  | 0    |  | Valence CF                 | 0-2 | 2-1 |     | 3-1 |
| 4    | BSC Young Boys    | 4   | 6 | 1 | 1 | 4 | 4  | 12 | -8   |  | BSC Young Boys             | 2-1 | 0-3 | 1-1 |     |

## Phase à élimination directe

### Qualification et tirage au sort
Manchester City
Manchester United

Madrid
Atlético de Madrid
Real Madrid
Pour le tirage des huitièmes de finale, les 8 premiers de groupe du tour précédent sont têtes de série et reçoivent pour le match retour, ils ne peuvent donc pas se rencontrer. 
Deux équipes d'une même association nationale ne peuvent pas non plus se rencontrer en huitièmes de finale, de même que deux équipes issues du même groupe. Cette limitation est levée à partir des quarts de finale.
| Les 16 qualifiés - récapitulatif avant tirage au sort | Les 16 qualifiés - récapitulatif avant tirage au sort | Les 16 qualifiés - récapitulatif avant tirage au sort |
| Groupe                                                | 1er (tête de série)                                   | 2e                                                    |
| ----------------------------------------------------- | ----------------------------------------------------- | ----------------------------------------------------- |
| A                                                     | Borussia Dortmund                                     | Atlético de Madrid                                    |
| B                                                     | FC Barcelone                                          | Tottenham Hotspur                                     |
| C                                                     | Paris Saint-Germain                                   | Liverpool FC                                          |
| D                                                     | FC Porto                                              | Schalke 04                                            |
| E                                                     | Bayern Munich                                         | Ajax Amsterdam                                        |
| F                                                     | Manchester City                                       | Olympique lyonnais                                    |
| G                                                     | Real Madrid                                           | AS Rome                                               |
| H                                                     | Juventus FC                                           | Manchester United                                     |

Le tirage au sort des huitièmes de finale a eu lieu le 17 décembre 2018.

### Huitièmes de finale
Les matchs aller se jouent les 12-13 et 19-20 février, et les matchs retour les 5-6 et 12-13 mars 2019.
| Équipe             | Aller | Total  | Retour   | Équipe              |
| ------------------ | ----- | ------ | -------- | ------------------- |
| Schalke 04         | 2 - 3 | 2 - 10 | 0 - 7    | Manchester City     |
| Atlético de Madrid | 2 - 0 | 2 - 3  | 0 - 3    | Juventus FC         |
| Manchester United  | 0 - 2 | 3E - 3 | 3 - 1    | Paris Saint-Germain |
| Tottenham Hotspur  | 3 - 0 | 4 - 0  | 1 - 0    | Borussia Dortmund   |
| Olympique lyonnais | 0 - 0 | 1 - 5  | 1 - 5    | FC Barcelone        |
| AS Rome            | 2 - 1 | 3 - 4  | 1 - 3 ap | FC Porto            |
| Ajax Amsterdam     | 1 - 2 | 5 - 3  | 4 - 1    | Real Madrid         |
| Liverpool FC       | 0 - 0 | 3 - 1  | 3 - 1    | Bayern Munich       |

### Quarts de finale
Le tirage au sort des quarts de finale a lieu le 15 mars 2019. Les matchs aller se jouent le 9 et 10 avril et les matchs retour le 16 et 17 avril 2019.
| Équipe            | Aller | Total  | Retour | Équipe          |
| ----------------- | ----- | ------ | ------ | --------------- |
| Ajax Amsterdam    | 1 - 1 | 3 - 2  | 2 - 1  | Juventus FC     |
| Liverpool FC      | 2 - 0 | 6 - 1  | 4 - 1  | FC Porto        |
| Tottenham Hotspur | 1 - 0 | 4E - 4 | 3 - 4  | Manchester City |
| Manchester United | 0 - 1 | 0 - 4  | 0 - 3  | FC Barcelone    |

### Demi-finales
Les matchs aller se jouent les 30 avril et 1er mai, et les matchs retour les 7 et 8 mai 2019.
| Équipe            | Aller | Total  | Retour | Équipe         |
| ----------------- | ----- | ------ | ------ | -------------- |
| Tottenham Hotspur | 0 - 1 | 3E - 3 | 3 - 2  | Ajax Amsterdam |
| FC Barcelone      | 3 - 0 | 3 - 4  | 0 - 4  | Liverpool FC   |

### Finale
La finale se dispute sur une seule rencontre, le samedi 1er juin 2019, à Madrid en Espagne, au stade Wanda Metropolitano.
| Club              | Score | Club         |
| ----------------- | ----- | ------------ |
| Tottenham Hotspur | 0 - 2 | Liverpool FC |

### Tableau final
|  | Huitièmes de finale | Huitièmes de finale | Huitièmes de finale | Huitièmes de finale |                   |                   | Quarts de finale | Quarts de finale | Quarts de finale | Quarts de finale |  |  | Demi-finales | Demi-finales | Demi-finales | Demi-finales |  |  | Finale                                        | Finale | Finale | Finale |
|  |                     |                     |                     |                     |                   |                   |                  |                  |                  |                  |  |  |              |              |              |              |  |  |                                               |        |        |        |
|  |                     |                     |                     |                     |                   |                   |                  |                  |                  |                  |  |  |              |              |              |              |  |  | 1er juin 2019 - Estadio Metropolitano, Madrid |        |        |        |
|  | Tottenham Hotspur   | Tottenham Hotspur   | 3                   | 1                   |                   |                   |                  |                  |                  |                  |  |  |              |              |              |              |  |  |                                               |        |        |        |
|  | Tottenham Hotspur   | Tottenham Hotspur   | 3                   | 1                   |                   |                   |                  |                  |                  |                  |  |  |              |              |              |              |  |  |                                               |        |        |        |
|  | Borussia Dortmund   | Borussia Dortmund   | 0                   | 0                   |                   |                   |                  |                  |                  |                  |  |  |              |              |              |              |  |  |                                               |        |        |        |
|  | Borussia Dortmund   | Borussia Dortmund   | 0                   | 0                   | Tottenham Hotspur | Tottenham Hotspur | 1                | 3E               |                  |                  |  |  |              |              |              |              |  |  |                                               |        |        |        |
|  |                     |                     |                     |                     | Tottenham Hotspur | Tottenham Hotspur | 1                | 3E               |                  |                  |  |  |              |              |              |              |  |  |                                               |        |        |        |
|  |                     |                     | Manchester City     | Manchester City     | 0                 | 4                 |                  |                  |                  |                  |  |  |              |              |              |              |  |  |                                               |        |        |        |
|  | Schalke 04          | Schalke 04          | Manchester City     | Manchester City     | 0                 | 4                 | 2                | 0                |                  |                  |  |  |              |              |              |              |  |  |                                               |        |        |        |
|  | Schalke 04          | Schalke 04          |                     |                     |                   |                   |                  | 0                |                  |                  |  |  |              |              |              |              |  |  |                                               |        |        |        |
|  | Manchester City     | Manchester City     | 3                   | 7                   |                   |                   |                  |                  |                  |                  |  |  |              |              |              |              |  |  |                                               |        |        |        |
|  | Manchester City     | Manchester City     | 3                   | 7                   | Tottenham Hotspur | Tottenham Hotspur | 0                | 3E               |                  |                  |  |  |              |              |              |              |  |  |                                               |        |        |        |
|  |                     |                     |                     |                     | Tottenham Hotspur | Tottenham Hotspur | 0                | 3E               |                  |                  |  |  |              |              |              |              |  |  |                                               |        |        |        |
|  |                     |                     | Ajax Amsterdam      | Ajax Amsterdam      | 1                 | 2                 |                  |                  |                  |                  |  |  |              |              |              |              |  |  |                                               |        |        |        |
|  | Ajax Amsterdam      | Ajax Amsterdam      | Ajax Amsterdam      | Ajax Amsterdam      | 1                 | 2                 | 1                | 4                |                  |                  |  |  |              |              |              |              |  |  |                                               |        |        |        |
|  | Ajax Amsterdam      | Ajax Amsterdam      |                     |                     |                   |                   |                  | 4                |                  |                  |  |  |              |              |              |              |  |  |                                               |        |        |        |
|  | Real Madrid         | Real Madrid         | 2                   | 1                   |                   |                   |                  |                  |                  |                  |  |  |              |              |              |              |  |  |                                               |        |        |        |
|  | Real Madrid         | Real Madrid         | 2                   | 1                   | Ajax Amsterdam    | Ajax Amsterdam    | 1                | 2                |                  |                  |  |  |              |              |              |              |  |  |                                               |        |        |        |
|  |                     |                     |                     |                     | Ajax Amsterdam    | Ajax Amsterdam    | 1                | 2                |                  |                  |  |  |              |              |              |              |  |  |                                               |        |        |        |
|  |                     |                     | Juventus FC         | Juventus FC         | 1                 | 1                 |                  |                  |                  |                  |  |  |              |              |              |              |  |  |                                               |        |        |        |
|  | Atlético de Madrid  | Atlético de Madrid  | Juventus FC         | Juventus FC         | 1                 | 1                 | 2                | 0                |                  |                  |  |  |              |              |              |              |  |  |                                               |        |        |        |
|  | Atlético de Madrid  | Atlético de Madrid  |                     |                     |                   |                   |                  | 0                |                  |                  |  |  |              |              |              |              |  |  |                                               |        |        |        |
|  | Juventus FC         | Juventus FC         | 0                   | 3                   |                   |                   |                  |                  |                  |                  |  |  |              |              |              |              |  |  |                                               |        |        |        |
|  | Juventus FC         | Juventus FC         | 0                   | 3                   | Tottenham Hotspur | Tottenham Hotspur | 0                | 0                |                  |                  |  |  |              |              |              |              |  |  |                                               |        |        |        |
|  |                     |                     |                     |                     | Tottenham Hotspur | Tottenham Hotspur | 0                | 0                |                  |                  |  |  |              |              |              |              |  |  |                                               |        |        |        |
|  |                     |                     | Liverpool FC        | Liverpool FC        | 2                 | 2                 |                  |                  |                  |                  |  |  |              |              |              |              |  |  |                                               |        |        |        |
|  | Manchester United   | Manchester United   | Liverpool FC        | Liverpool FC        | 2                 | 2                 | 0                | 3E               |                  |                  |  |  |              |              |              |              |  |  |                                               |        |        |        |
|  | Manchester United   | Manchester United   |                     |                     |                   |                   |                  | 3E               |                  |                  |  |  |              |              |              |              |  |  |                                               |        |        |        |
|  | Paris Saint-Germain | Paris Saint-Germain | 2                   | 1                   |                   |                   |                  |                  |                  |                  |  |  |              |              |              |              |  |  |                                               |        |        |        |
|  | Paris Saint-Germain | Paris Saint-Germain | 2                   | 1                   | Manchester United | Manchester United | 0                | 0                |                  |                  |  |  |              |              |              |              |  |  |                                               |        |        |        |
|  |                     |                     |                     |                     | Manchester United | Manchester United | 0                | 0                |                  |                  |  |  |              |              |              |              |  |  |                                               |        |        |        |
|  |                     |                     | FC Barcelone        | FC Barcelone        | 1                 | 3                 |                  |                  |                  |                  |  |  |              |              |              |              |  |  |                                               |        |        |        |
|  | Olympique lyonnais  | Olympique lyonnais  | FC Barcelone        | FC Barcelone        | 1                 | 3                 | 0                | 1                |                  |                  |  |  |              |              |              |              |  |  |                                               |        |        |        |
|  | Olympique lyonnais  | Olympique lyonnais  |                     |                     |                   |                   |                  | 1                |                  |                  |  |  |              |              |              |              |  |  |                                               |        |        |        |
|  | FC Barcelone        | FC Barcelone        | 0                   | 5                   |                   |                   |                  |                  |                  |                  |  |  |              |              |              |              |  |  |                                               |        |        |        |
|  | FC Barcelone        | FC Barcelone        | 0                   | 5                   | FC Barcelone      | FC Barcelone      | 3                | 0                |                  |                  |  |  |              |              |              |              |  |  |                                               |        |        |        |
|  |                     |                     |                     |                     | FC Barcelone      | FC Barcelone      | 3                | 0                |                  |                  |  |  |              |              |              |              |  |  |                                               |        |        |        |
|  |                     |                     | Liverpool FC        | Liverpool FC        | 0                 | 4                 |                  |                  |                  |                  |  |  |              |              |              |              |  |  |                                               |        |        |        |
|  | Liverpool FC        | Liverpool FC        | Liverpool FC        | Liverpool FC        | 0                 | 4                 | 0                | 3                |                  |                  |  |  |              |              |              |              |  |  |                                               |        |        |        |
|  | Liverpool FC        | Liverpool FC        |                     |                     |                   |                   |                  | 3                |                  |                  |  |  |              |              |              |              |  |  |                                               |        |        |        |
|  | Bayern Munich       | Bayern Munich       | 0                   | 1                   |                   |                   |                  |                  |                  |                  |  |  |              |              |              |              |  |  |                                               |        |        |        |
|  | Bayern Munich       | Bayern Munich       | 0                   | 1                   | Liverpool FC      | Liverpool FC      | 2                | 4                |                  |                  |  |  |              |              |              |              |  |  |                                               |        |        |        |
|  |                     |                     |                     |                     | Liverpool FC      | Liverpool FC      | 2                | 4                |                  |                  |  |  |              |              |              |              |  |  |                                               |        |        |        |
|  |                     |                     | FC Porto            | FC Porto            | 0                 | 1                 |                  |                  |                  |                  |  |  |              |              |              |              |  |  |                                               |        |        |        |
|  | AS Rome             | AS Rome             | FC Porto            | FC Porto            | 0                 | 1                 | 2                | 1                |                  |                  |  |  |              |              |              |              |  |  |                                               |        |        |        |
|  | AS Rome             | AS Rome             |                     |                     |                   |                   |                  | 1                |                  |                  |  |  |              |              |              |              |  |  |                                               |        |        |        |
|  | FC Porto            | FC Porto            | 1                   | 3ap                 |                   |                   |                  |                  |                  |                  |  |  |              |              |              |              |  |  |                                               |        |        |        |
|  | FC Porto            | FC Porto            | 1                   | 3ap                 |                   |                   |                  |                  |                  |                  |  |  |              |              |              |              |  |  |                                               |        |        |        |
|  |                     |                     |                     |                     |                   |                   |                  |                  |                  |                  |  |  |              |              |              |              |  |  |                                               |        |        |        |

## Nombre d'équipes par association et par tour
L'ordre des fédérations est établi suivant le classement UEFA des pays en 2018.
| Association  |       | Barrages       | +   | Phase de groupes                               | Huitièmes de finale                            | Quarts de finale                               | Demi-finales           | Finale                 |
| ------------ | ----- | -------------- | --- | ---------------------------------------------- | ---------------------------------------------- | ---------------------------------------------- | ---------------------- | ---------------------- |
| Espagne      |       |                | +4  | 4 Atlético, Barcelone, Real, Valence           | 3 Barcelone, Real, Atlético                    | 1 Barcelone                                    | 1 Barcelone            |                        |
| Angleterre   |       |                | +4  | 4 Liverpool, Man. City, Man. United, Tottenham | 4 Liverpool, Man. City, Man. United, Tottenham | 4 Liverpool, Man. City, Man. United, Tottenham | 2 Liverpool, Tottenham | 2 Liverpool, Tottenham |
| Italie       |       |                | +4  | 4 Inter, Juventus, Naples, AS Rome             | 2 Juventus, AS Rome                            | 1 Juventus                                     |                        |                        |
| Allemagne    |       |                | +4  | 4 Bayern, Dortmund, Hoffenheim, Schalke 04     | 3 Bayern, Dortmund, Schalke 04                 |                                                |                        |                        |
| France       |       |                | +3  | 3 Lyon, Monaco, Paris                          | 2 Lyon, Paris                                  |                                                |                        |                        |
| Russie       |       |                | +2  | 2 CSKA, Lokomotiv                              |                                                |                                                |                        |                        |
| Portugal     |       | 1 Benfica      | +1  | 2 Benfica, Porto                               | 1 Porto                                        | 1 Porto                                        |                        |                        |
| Ukraine      |       | 1 Kiev         | +1  | 1 Donetsk                                      |                                                |                                                |                        |                        |
| Belgique     |       |                | +1  | 1 Bruges                                       |                                                |                                                |                        |                        |
| Turquie      |       |                | +1  | 1 Galatasaray                                  |                                                |                                                |                        |                        |
| Autriche     |       | 1 Salzbourg    |     |                                                |                                                |                                                |                        |                        |
| Suisse       |       | 1 Young Boys   |     | 1 Young Boys                                   |                                                |                                                |                        |                        |
| Rép. tchèque |       |                | +1  | 1 Plzeň                                        |                                                |                                                |                        |                        |
| Pays-Bas     |       | 2 Ajax, PSV    |     | 2 Ajax, PSV                                    | 1 Ajax                                         | 1 Ajax                                         | 1 Ajax                 |                        |
| Grèce        |       | 2 AEK, PAOK    |     | 1 AEK                                          |                                                |                                                |                        |                        |
| Croatie      |       | 1 Zagreb       |     |                                                |                                                |                                                |                        |                        |
| Serbie       |       | 1 Étoile rouge |     | 1 Étoile rouge                                 |                                                |                                                |                        |                        |
| Biélorussie  |       | 1 BATE         |     |                                                |                                                |                                                |                        |                        |
| Hongrie      |       | 1 Vidi         |     |                                                |                                                |                                                |                        |                        |
| Total        | Total | 12             | +26 | 32                                             | 16                                             | 8                                              | 4                      | 2                      |

## Classements annexes
Dernière mise à jour : 8 mai 2019
- Statistiques officielles de l'UEFA
- Phase qualificative exclue

### Buteurs
| Rang | Buteur             | Club                | Buts | Minutes jouées |
| ---- | ------------------ | ------------------- | ---- | -------------- |
| 1    | Lionel Messi       | FC Barcelone        | 12   | 837            |
| 2    | Robert Lewandowski | Bayern Munich       | 8    | 714            |
| 3    | Sergio Agüero      | Manchester City FC  | 6    | 510            |
| 4    | Cristiano Ronaldo  | Juventus FC         | 6    | 749            |
| 5    | Moussa Marega      | FC Porto            | 6    | 840            |
| 6    | Dušan Tadić        | Ajax Amsterdam      | 6    | 1080           |
| 7    | Andrej Kramarić    | TSG 1899 Hoffenheim | 5    | 481            |
| 8    | Paulo Dybala       | Juventus FC         | 5    | 518            |
| 9    | Neymar             | Paris Saint-Germain | 5    | 532            |
| 10   | Edin Džeko         | AS Rome             | 5    | 570            |

### Passeurs
| Rang | Passeur                | Club                | Passes décisives | Minutes jouées |
| ---- | ---------------------- | ------------------- | ---------------- | -------------- |
| 1    | Leroy Sané             | Manchester City     | 5                | 395            |
| 1    | Luis Suárez            | FC Barcelone        | 5                | 900            |
| 1    | Jordi Alba             | FC Barcelone        | 5                | 990            |
| 1    | Dušan Tadić            | Ajax Amsterdam      | 5                | 1080           |
| 6    | Riyad Mahrez           | Manchester City     | 4                | 247            |
| 7    | Kevin De Bruyne        | Manchester City     | 4                | 388            |
| 8    | Carlos Soler           | Valence CF          | 4                | 390            |
| 9    | Edin Džeko             | AS Rome             | 4                | 570            |
| 10   | Kylian Mbappé          | Paris Saint-Germain | 4                | 701            |
| 11   | Trent Alexander-Arnold | Liverpool FC        | 4                | 831            |

### Joueurs de la semaine
| Journée                    | Joueur                        | Club                              |
| -------------------------- | ----------------------------- | --------------------------------- |
| Journée 1                  | Lionel Messi                  | FC Barcelone                      |
| Journée 2                  | Lionel Messi                  | FC Barcelone                      |
| Journée 3                  | Edin Džeko                    | AS Rome                           |
| Journée 4                  | Harry Kane                    | Tottenham Hotspur                 |
| Journée 5                  | Lionel Messi                  | FC Barcelone                      |
| Journée 6                  | Leroy Sané                    | Manchester City                   |
| Huitièmes de finale aller  | Jan Vertonghen Diego Godín    | Tottenham Hotspur Atlético Madrid |
| Huitièmes de finale retour | Dušan Tadić Cristiano Ronaldo | Ajax Amsterdam Juventus FC        |
| Quarts de finale aller     | Roberto Firmino               | Liverpool FC                      |
| Quarts de finale retour    | Lionel Messi                  | FC Barcelone                      |
| Demi-finales aller         | Lionel Messi                  | FC Barcelone                      |
| Demi-finales retour        | Lucas Moura                   | Tottenham Hotspur                 |
| Finale                     | Virgil van Dijk               | Liverpool FC                      |

### Équipes-types

#### Squad of the Season
| Gardien                              | Défenseurs                                                                            | Milieux | Attaquants                                                        |
| ------------------------------------ | ------------------------------------------------------------------------------------- | --- | ----------------------------------------------------------------- |
| Marc-André ter Stegen Alisson Becker | Matthijs de Ligt Jan Vertonghen Virgil van Dijk Trent Alexander-Arnold Andy Robertson | Hakim Ziyech Kevin De Bruyne Moussa Sissoko Georginio Wijnaldum Frenkie de Jong David Neres Tanguy Ndombele Raheem Sterling | Sadio Mané Cristiano Ronaldo Lucas Moura Lionel Messi Dusan Tadić |

Les 20 joueurs ont été désignés par les observateurs techniques de l'UEFA : Thomas Schaaf, Peter Rudbæk, David Moyes, Raúl González, Packie Bonner, Michael O'Neill, Gareth Southgate, Roberto Martínez et Ginés Meléndez.